# 土耳其國家情報局
國家情報局（土耳其語：Milli İstihbarat Teşkilatı，首字母縮寫MIT或），是土耳其政府的情报机构，建立于1965年。1990年，该机构内部军方人员占35%，後降至4.5%。该机构曾从机构现存人员家属中招募成员。土耳其国家情报局与美国及俄罗斯情报机构有合作关系。